# Pekwachnamaykoskwaskwaypinwanik
Pekwachnamaykoskwaskwaypinwanik je jezero v severovýchodní Manitobě. Jeho název v jazyce Kríů znamená „kde jsou divocí pstruzi loveni na háčky“ a jedná se o nejdelší místní název v Kanadě (celkem má 31 písmen). Nachází se poblíž hranic s Ontáriem jihovýchodně od jezera Red Sucker. Je 8,9 km dlouhé a 1,6 km široké.